# Phaonia amurensis
Phaonia amurensis är en tvåvingeart som beskrevs av Willi Hennig 1963. Phaonia amurensis ingår i släktet Phaonia och familjen husflugor. Inga underarter finns listade i Catalogue of Life.